# Zamek w Czudcu
Zamek w Czudcu – ruiny średniowiecznego zamku rycerskiego we wsi Czudec w powiecie strzyżowskim w województwie podkarpackim.

## Położenie, prace badawcze
Ruiny znajdują się na południe od Czudca, na wzgórzu zwanym Górą Zamkową lub Zamczyskiem, usytuowanym nad Wisłokiem. W trakcie niewielkich badań sondażowych prowadzonych przez archeologów w latach 1938 i 1954 odkryto tu okrągły majdan o średnicy 50 metrów otoczony wałem o wysokości dochodzącej do 7 metrów i stwierdzono obecność śladów zabudowań i murów z cegły gotyckiej, w tamtym okresie niemożliwych do datowania. W 2001 roku rozpoczęto kompleksowe prace archeologiczne, trwające do chwili obecnej, które doprowadziły do odsłonięcia pozostałości zamku, w tym murów gotyckich wież obronnych i pozostałości baszty bramnej z XVI wieku o średnicy 6 metrów, a także części murów i piwnic zamku.

## Historia zamku
W okresie wczesnopiastowskim na Górze Zamkowej w Czudcu znajdował się gródek ziemno-kamienno-drewniany, z którego zachowały się po którym zachowały się wały obronne o wielkości 50 × 60 m. Po raz pierwszy zamek wzmiankowano w 1354 roku w dokumencie lokacyjnym Rzeszowa. Był to już wtedy murowany zamek w stylu gotyckim, który zbudowali przedstawiciele rodów Bogoriów albo Gryfitów (być może wojewoda krakowski Teodor Gryfita). W drugiej połowie XVI wieku zamek został przebudowany w stylu renesansowym. Obiekt uległ zniszczeniu podczas Potopu w trakcie najazdu Jerzego Rakoczego w 1657 roku. Ruiny rozebrano w ostatnim dziesięcioleciu XVII wieku.
Początkowo zamek w Czudcu strzegł granicy między Polską a Księstwem halicko-wołyńskim i szlaku handlowego biegnącego w dolinie Wisłoka. Od XV wieku do 1610 roku należał do właścicieli Czudca, rodziny Strzyżowskich herbu Gozdawa; w 1610 roku przeszedł w ręce Grabieńskich herbu Pomian i Prawdzic, właścicieli Czudca do 1840 roku.
Wizerunek zamku znajdował się na wczesnych pieczęciach miejskich Czudca z okresu, gdy miejscowość posiadała prawa miejskie (lata 1427–1935); ich najstarsze odciski, pochodzące z drugiej połowy XVI wieku, przedstawiają mur i trzy wieże, dwie wyższe i jedną niższą. Pieczęcie z tym wizerunkiem były używane do XVIII wieku; nawiązuje do nich obecny herb gminy Czudec.

## Szlaki turystyczne
Przez Górę Zamkową w Czudcu przebiega żółty  szlak turystyczny z Czudca do miejscowości Wyżne.